# Synchortus imbricatus
Synchortus imbricatus is een keversoort uit de familie diksprietwaterkevers (Noteridae). De wetenschappelijke naam van de soort werd in 1853 gepubliceerd door Johann Christoph Friedrich Klug.